# جوانيس أرغيلاغوس
جوانيس أرغيلاغوس (مواليد 11 يناير 1997) هو ملاكم كوبي، مثّل بلاده في الألعاب الأولمبية الصيفية 2016 وحقق الميدالية البرونزية في فئة وزن الذبابة الخفيف.

## روابط خارجية
جوانيس أرغيلاغوس على موقع بوكس ريك (الإنجليزية) (registration required)
- جوانيس أرغيلاغوس على موقع اللجنة الأولمبية الدولية (الإنجليزية)
- جوانيس أرغيلاغوس على موقع أوليمبيديا (الإنجليزية)